# Tierras Coloradas, Durango
Tierras Coloradas är en ort i Mexiko.   Den ligger i kommunen Pueblo Nuevo och delstaten Durango, i den centrala delen av landet, 700 km nordväst om huvudstaden Mexico City. Tierras Coloradas ligger 2 270 meter över havet och antalet invånare är 262.
Terrängen runt Tierras Coloradas är bergig åt sydost, men åt nordväst är den kuperad. Runt Tierras Coloradas är det mycket glesbefolkat, med 6 invånare per kvadratkilometer. Närmaste större samhälle är Santa María Magdalena de Taxicaringa, 12,4 km öster om Tierras Coloradas. I omgivningarna runt Tierras Coloradas växer huvudsakligen savannskog.